# 练江平原
练江平原，是练江的冲积平原。位于广东潮汕平原南部，分布于普宁市东部、汕头潮南区、潮阳区，面积超过500平方公里。该地区是汕头潮阳、潮南地区重要的耕地部分，盛产水稻、各类蔬菜及水果。练江为主要灌溉水源，但水资源在1990年代以来污染严重，引起国内外媒体关注及抨击。